# Bethnal Green (London Underground)

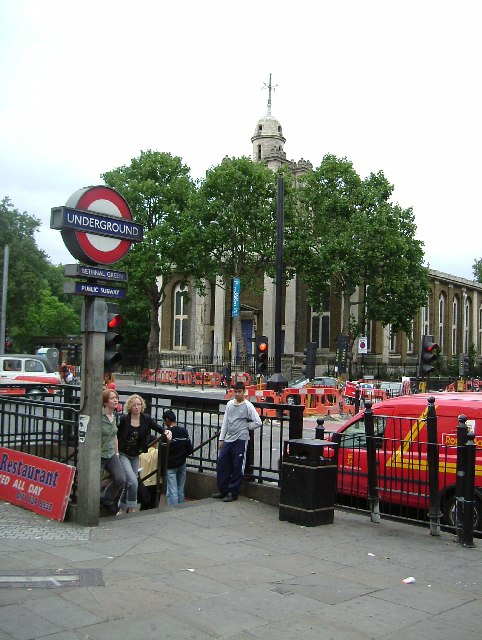
Eingang zur Station

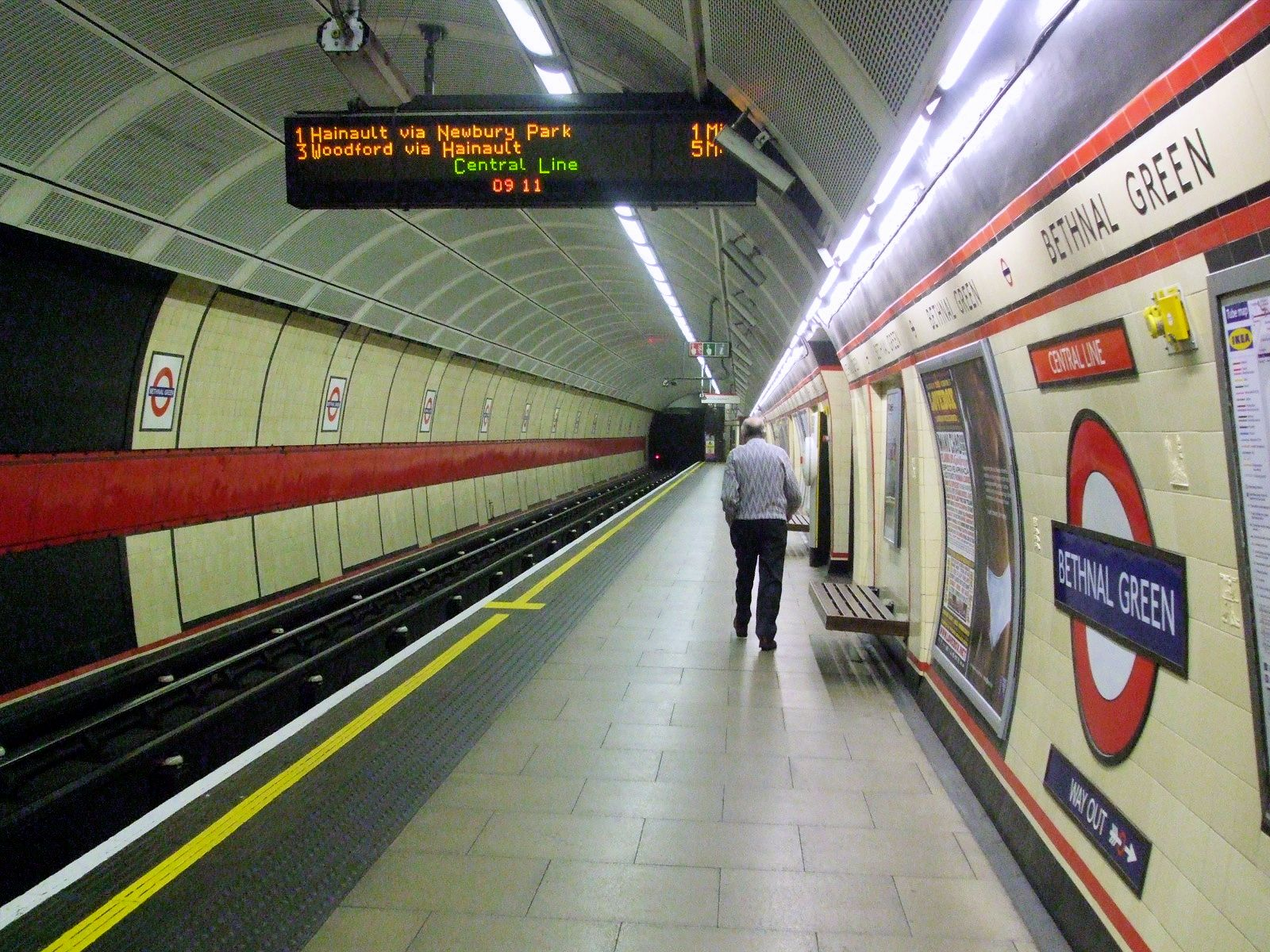
Bahnsteig in Richtung Osten

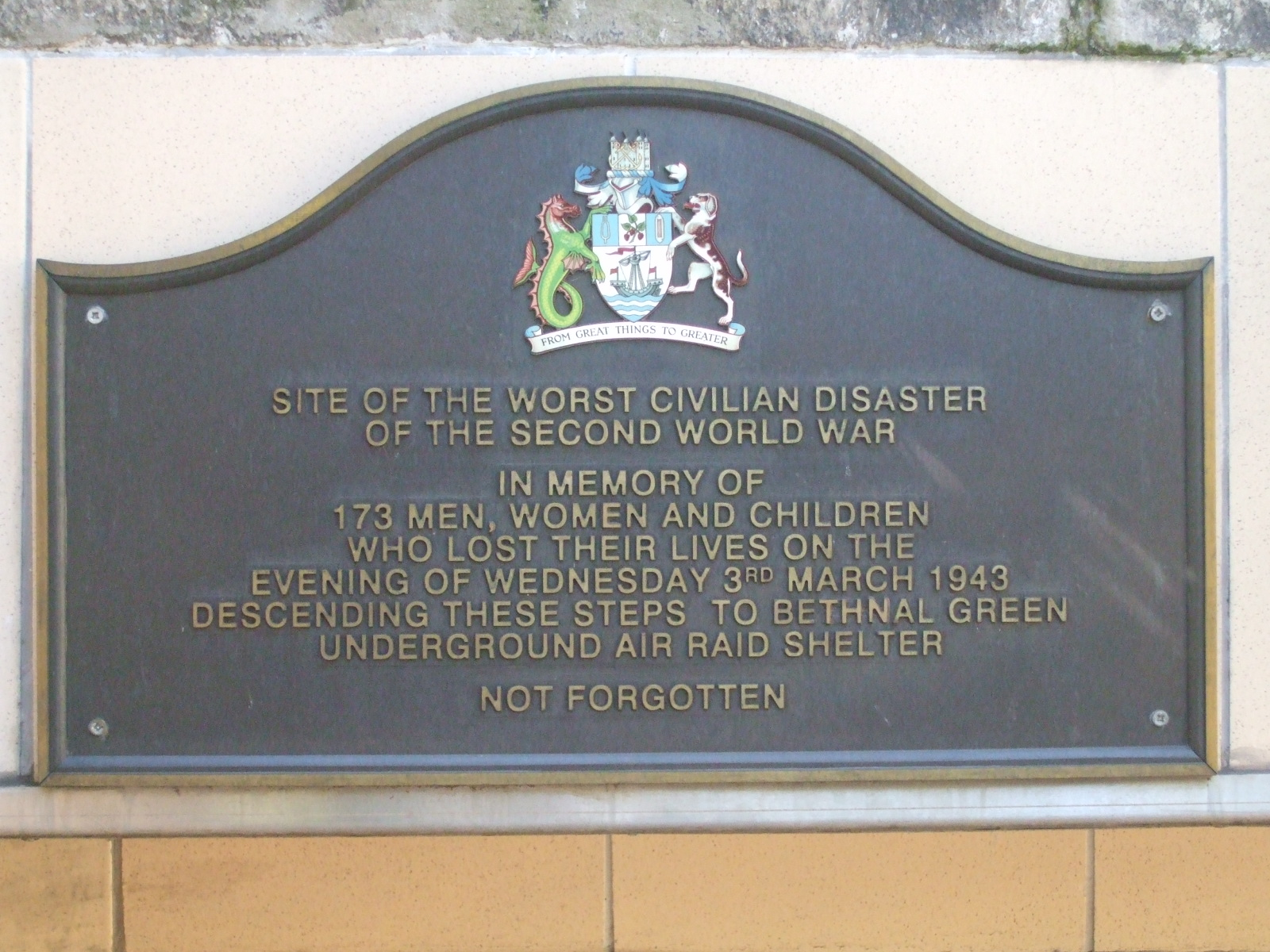
Denkmal für das Unglück von 1943

Bethnal Green ist eine unterirdische Station der London Underground im Stadtbezirk London Borough of Tower Hamlets. Sie liegt in der Travelcard-Tarifzone 2, an der Kreuzung von Cambridge Heath Road und Roman Road. Im Jahr 2014 nutzten 16,08 Millionen Fahrgäste diese von der Central Line bediente Station.
Die Eröffnung der Station erfolgte am 4. Dezember 1946. Davor war sie während des Zweiten Weltkriegs als Luftschutzbunker verwendet worden. Am 3. März 1943 wurden bei einer Massenpanik 173 Menschen zu Tode getrampelt, als sie in der Station Schutz suchen wollten.

## Die Katastrophe von Bethnal Green
Die Bauarbeiten an der östlichen Verlängerung der Central Line begannen Mitte der 1930er Jahre. Zu Beginn des Zweiten Weltkriegs waren die Tunnel zum größten Teil fertiggestellt. Während einzelne Abschnitte als unterirdische Fabriken dienten, verwendete man die Station Bethnal Green als Luftschutzbunker, zuerst inoffiziell, dann mit offizieller Zustimmung.
Bis 1943 war die Anzahl der Schutzsuchenden stark gesunken; sie stieg nur an, wenn Vergeltungsschläge für britische Luftangriffe zu befürchten waren. Dies war am 3. März 1943 der Fall. Die britische Presse berichtete über einen Luftangriff auf Berlin, der am 1. März stattgefunden hatte. Um 20:17 Uhr ertönten die Warnsirenen und viele Menschen stiegen ruhig die Treppen zur unterirdischen Schalterhalle hinunter. Eine Frau, die wahrscheinlich ein Kleinkind bei sich trug, stolperte auf der engen nassen Treppe und löste eine Kettenreaktion aus, in der 300 weitere Menschen verwickelt waren. 172 wurden innerhalb von Sekunden zu Tode getrampelt, eine Person erlag wenig später im Krankenhaus den Verletzungen. 69 der Opfer waren Kinder.
Als Auslöser wird vermutet, dass im nahe gelegenen Victoria Park um 20:27 Uhr eine neuartige Batterie mit 20 Flugabwehrraketen des Typs Unrotated Projector abgefeuert wurde. Die Waffe war noch geheim und die unbekannten nahen Explosionen könnten zu einer Panik geführt haben. 
Das Unglück wurde zwar gemeldet, die Zensur sorgte aber dafür, dass der genaue Unglücksort vorerst unbekannt blieb. Es gab eine Untersuchung über die Umstände des Unglücks, doch Justizminister Herbert Stanley Morrison gab darüber im Parlament nur eine kurze Erklärung ab. Eine lokale Interessengruppe beschuldigte die Regierung, das Unglück verharmlosen zu wollen, und zwei Opferfamilien verklagten die Bezirksverwaltung auf Schadenersatz.
Schließlich veröffentlichte Morrison den Untersuchungsbericht. Dieser kam zum Schluss, die Katastrophe sei durch schlechte Beleuchtung, fehlende Abschrankungen (die sich die Bezirksverwaltung gar nicht hätte leisten können) und fehlende Aufsicht der Metropolitan Police verursacht worden. Die Hauptschuld lag aber angeblich beim irrationalen Verhalten der Menge, und es hätte angeblich auch dann Tote gegeben, wenn Vorsichtsmaßnahmen getroffen worden wären. Morrison hatte den Bericht unter Verschluss halten wollen, weil er befürchtete, dass man diesem keinen Glauben schenken würde.
2023 veröffentlichte die britische Schauspielerin Millie Bobby Brown zusammen mit Kathleen McGurl ihren Debütroman Nineteen Steps, in dessen Mittelpunkt eine junge Frau steht, deren Familienmitglieder unter den Katastrophenopfern waren und deren Leben durch das Unglück geprägt wurde. Das Buch wurde zum New York Times und Sunday Times Bestseller und soll auch für den Streaminganbieter Netflix verfilmt werden.